# The Final Cut (英國電視劇)
《最後一擊》（英語：The Final Cut）是1995年的英国广播公司電視連續劇，亦是《紙牌屋》三部曲的第三作。本劇由迈克·瓦迪執導，由安德魯·戴維斯將米高·多布斯的同年同名小說改編為電視劇。本劇講述英國首相法蘭西斯·厄克特的任期末段作為。
第一集的戴卓爾夫人葬禮引發了社會爭議及報章上的大量評論，外界認為拍攝一個在生的人的葬禮是不恰當。迈克尔·多布斯亦要求BBC將其在片尾名單中除名。

## 劇情
第一集第一幕，首相法蘭西斯·厄克特（伊恩·理查森飾演）射殺了他的雌性獵狗，牠已年老，難以履行職責。那麼首相呢？似乎首相任期也快來到終結了。不久以後，厄克特出席前首相玛格丽特·撒切尔的虛構國葬。他公開讚揚戴卓爾夫人是他的導師，但私底下很妒忌她創下的近代史最長首相任期紀錄，極其希望能夠超越她。
厄克特立下目標：「在世界留下我的印記」。厄克特倡导一项解决塞浦路斯争端的条约，同時間私底下意圖讓自己能夠從中獲益。一個英國和土耳其合資的財團盼望能夠奪得塞國離岸的儲油層鑽探權，而財團的一位經理亦向首相保證，若果成事將會向他提供退休金。因此，厄克特在背後操縱，希望令土耳其能夠控制該處海域。厄克特其實與塞浦路斯有一段不為人知的關係：1956年，當年19歲的他是英國陸軍中尉，在塞國服役期間為取得情報，而殺死兩名希臘裔塞浦路斯民族主義游擊隊青年成員－乔治斯·帕索里德斯和欧里庇得斯·帕索里德斯。厄克特到現在還不時會發惡夢想起此事，以及馬蒂·薛多琳等人的死。
厄克特乘坐的座駕在倫敦附近的高速公路上與另一輛車碰撞，該輛車上的三名醉酒不良青年被首相的保安人員非法槍斃，而厄克特則頭部輕傷、無生命危險。首相夫人伊莉莎白（黛安·弗莱彻飾演）趕抵醫院，發現厄克特神志不清，將塞浦路斯發生的事與倫敦的交通意外搞混了。厄克特住院期間，外交大臣兼副首相湯姆·麥克皮斯（保罗·弗里曼飾演）負責主持內閣會議，而麥克皮斯是真正就塞浦路斯條約進行談判的人。此令疑心重的厄克特視麥克皮斯為潛在對手，不過他沒有很認真的重視此威脅，而認為他是「感性的夢想家而非一個戰士」。
目睹厄克特當年在塞浦路斯殺人的游擊隊成員之胞兄，一口認定當今英國首相就是兇手。現居於倫敦的他叫女兒瑪利亞·帕索里德斯（尤兰达·巴斯克斯飾演）調查事件，而他自己就暗中下決心要為胞弟之死報仇。瑪利亞搜索政府文獻，祈望能找到意外的真相，她最終找到一份出自厄克特的事故報告，但肇事軍兵的名字卻被刪去。瑪利亞與厄克特短暫會面後，適逢英國政府將會解密一些關於塞浦路斯的機密文件，首相安排自己涉事的事故文件排除在外，並向妻子坦然承認當年事件。與此同時，厄克特委任雄心勃勃的後座議員克萊爾·苟晨（伊斯拉·布莱尔飾演）為國會私人秘書。苟晨同時為麥克皮斯愛人，亦因此令她成功設局讓二人鬥個你死我活。
厄克特在苟晨鼓勵下，決定激怒麥克皮斯。首相在下議院發表講話時，提議英國不應採用歐元，反而歐洲應該統一改用英語作為官方語言。厄克特及後打算進行改組內閣，告知外交大臣麥克皮斯將會把他調任至教育部。麥克皮斯憤而請辭，蘭開斯特公爵領地事務大臣傑佛里·布扎別（尼古拉斯·格雷斯飾演）接替了他。麥克皮斯更倒戈支持反對派，並成為首相的主要對手，更宣布挑戰厄克特的保守黨領袖之位，最終領袖選舉要進入第二輪投票。另一方面，苟晨建議瑪利亞將她的事宜交給麥克皮斯處理，而得知事件後的麥克皮斯則在國會中多番質問首相是否意圖隱瞞事件。在麥克皮斯的建議下，苟晨以首相秘書的身份，從政府機密檔案室騙走了未經修改的塞浦路斯游擊隊事件報告。檔案室的文員告知首相保鏢郝德（尼克·布里姆布尔飾演）此事後，他便奪去了苟晨手上的文件。
麥克皮斯在黨魁選舉中所得的票數，足以說服厄克特他的相位陷入危機。首相決定外洩塞國近岸石油庫存的資訊，令當地陷入混亂，製造多一次「福克蘭事件」，從而團結英國，穩固權力。希臘民族主義分子綁架英國使節和希臘裔塞浦路斯總統後，厄克特派遣英軍去拯救二人。雖然人質獲救，但其後出現軍民對峙和敵軍伏擊，造成包括女學童在內的數名平民死亡，厄克特的過於激烈指令被批評是事件主因。厄克特的支持度急挫，加上他不願意承認責任和無意致哀，令大批下議院議員公開要求他請辭。厄克特妻子眼見丈夫立場仍然強硬，不得不感到擔憂。她諮詢了郝德的意見，看看能否拯救厄克特相位。郝德認為在非常時期要用「非常手段」，告知伊莉莎白已經將厄克特謀殺薛多琳的錄音帶給了麥克皮斯。
麥克皮斯與首相當面對質，表明會公開錄音聲帶，不過在他完成目標－超越戴卓爾夫人後才會這樣做。厄克特與瑪利亞再次見面，厄克特曾有一下子想把她拋下樓，不過他最後沒有，而是跟她道別。有人匿名的將塞浦路斯的報告發給了瑪利亞的父親，相信是郝德所為。瑪利亞誓言要公諸於世。氣餒的厄克特知道自己完全的輸了，不過妻子安慰他：「我們仍然可以安全的！」，暗示郝德有解圍的計謀。戴卓爾夫人紀念碑揭幕，代表厄克特正式超越了她。郝德團隊的狙擊手出現在天台上，一槍就擊中了首相，另一槍擊斃了手執手槍、意圖暗殺首相的瑪利亞父親。伊莉莎白安排這場刺殺，是因為此乃唯一一個維護首相聲望和二人退休金的方法。厄克特在妻子的懷中去世，郝德則向將會繼承相位的麥克皮斯效忠。

## 小說與電視劇之差異
| 小說                                                                           | 電視劇                                                                                               |
| ------------------------------------------------------------------------------ | --- |
| 厄克特並沒有殺死帕索里德斯兄弟，不過作為軍官的他要就此負責                     | 厄克特直接殺死了帕索里德斯兄弟                                                                       |
| 厄克特成功阻止興建銅像紀念戴卓爾夫人                                           | 厄克特只是不滿戴卓爾夫人銅像的豎立，而沒有出手阻撓。而且銅像的豎立亦是本劇的主題－厄克特要超越戴卓爾 |
| 麥克皮斯領導全國性的大型反首相運動，並沒有逼宮                                 | 麥克皮斯逼宮發動保守黨領袖選舉                                                                       |
| 面對敗選在即，閣員督促厄克特請辭，以保持不敗紀錄                               | 厄克特因被刺殺而下台                                                                                 |
| 薛多琳之死未被提及，麥克皮斯亦不知情                                           | 麥克皮斯以薛多琳被殺一事威脅首相                                                                     |
| 所有人在故事最後才得知厄克特要為帕索里德斯兄弟被殺負責                         | 帕索里德斯兄弟之胞兄一早就一口咬定厄克特就是兇手                                                     |
| 厄克特容許「一命填一命」並讓帕索里德斯兄弟之胞兄擊斃他，令他成為外界眼中的烈士 | 帕索里德斯兄弟之胞兄並未能成功刺殺厄克特                                                             |
| 麥克皮斯因被指與厄克特被殺一案有關，而沒有繼任首相。                           | 麥克皮斯相信繼承厄克特成為新任首相                                                                   |
| 小說沒有交代厄克特有否超越戴卓爾夫人的紀錄                                     | 厄克特在超越戴卓爾夫人的紀錄後才被殺                                                                 |

## 備註
1. ↑  現實中戴卓爾夫人在2013年才離世，即本劇播出後18年。
2. ↑  電視劇指戴卓爾夫人是英國史上任期最長的首相，但其實她的任期只是第七長（英语：Records of Prime Ministers of the United Kingdom）。至於小說就沒有犯此錯誤，而是正確指出戴卓爾夫人是二戰後任期最長的英國首相。

## 外部鏈結
- 互联网电影数据库（IMDb）上《The Final Cut》的资料（英文）